# Anju Inami
Anju Inami (japanisch 伊波 杏樹 Inami Anju, geboren am 7. Februar 1996 in der Präfektur Saitama, Japan) ist eine japanische Schauspielerin und Synchronsprecherin (Seiyu).

## Werdegang
Nachdem Inami den Anime Clannad gesehen hatte, begann sie sich laut eigenen Aussagen begann sich für die Schauspielerei zu interessieren.

## Sprechrollen

### Anime
- Animegatari als Erika[2]
- Animegataris als Erika Aoyama[3]
- Build Divide -#FFFFFF (Code White) als Melissa
- |Our love has always been 10 centimeters apart,  als Student A
- Love Live! Sunshine!! als Chika Takami
- Sonny Boy & Dewdrop Girl als Hinata
- Wonder Momo (web anime) als Yumi Fujita[4]
- Yohane the Parhelion: Sunshine in the Mirror als Chika[5]
- You Can Enjoy! (web anime) als Aizujidori, Kawamatashamo[6]

### Videospiele
- Azur Lane als Isokaze, Noshiro[7]
- Baton-Reley = RELAY als Akari Koen[1]
- Brown Dust als Yuri
- Duel Masters PLAY'S als Churin
- Granblue Fantasy als Aqours Second-Years
- Heaven Burns Red als Megumi Aikawa[8]
- Koku no Ishtaria (Age of Ishtaria) als Lancelot, Yoichi, Isola
- Lemuria ~Strada of Chain~ als Aoi
- Like a Dragon: Infinite Wealth als Chitose Fujinomiya[9]
- Love Live! School Idol Festival als Chika Takami
- Monster Strike als Watson, Lindwurm
- Nyangrila als Natasha
- Shadowverse als Chika Takami, Mechaboomerang Elf, Moonlight Vampire, Sweetwing Seraph
- Shooting Girls als Remi Yonehira
- Heartful Party als Hina Mitsuhoshi
- Tokyo 7th Sisters als Jedah Diamond
- Yohane the Parhelion: Blaze in the Deepblue als Chika[10]